# Sven Nilsson (lantmätare)
Sven Albert Sigvard Nilsson, född 15 juli 1916 i Virserums församling, Kalmar län, död 11 augusti 2012 i Helga Trefaldighets församling, Uppsala, var en svensk lantmätare.
Nilsson, som var son till fabrikör Carl Nilsson och Kristina Tengblad, avlade studentexamen i Växjö 1935 och utexaminerades från Kungliga Tekniska högskolan 1941. Han var lantmätare i Blekinge, Kristianstads, Kopparbergs och Gävleborgs län 1941–1959, distriktslantmätare i Söderhamns distrikt 1959–1961, på övergångsstat med tjänstgöring i Gävleborgs län med placering i Söderhamn 1961–1965 och stadsingenjör i Söderhamns stad/kommun från 1965 till pensioneringen.